# Великая Плавуча
Великая Плавуча (укр. Велика Плавуча) — село в Зборовской городской общине Тернопольского района Тернопольской области Украины.
Код КОАТУУ — 6123080801. Население по переписи 2001 года составляло 728 человек.
До 2020 года входило в Козовский район.

## Географическое положение
Село Великая Плавуча находится в 1,5 км от левого берега реки Стрыпа, на расстоянии в 1 км от села Малая Плавуча. Село расположено на речке Цивка, на севере района.

## История
- В окрестностях села обнаружено курганное захоронение эпохи ранней бронзы. Раскопано 3 городища времен Киевской Руси.
- 1530 год — дата основания.

## Объекты социальной сферы
- Школа I—II стшк* Клуб.
- Фельдшерско-акушерский пункт.

## Достопримечательности
- Есть деревянная церковь святого Николая 1750 года, которая была реконструирована в 1977 году.
- Братская могила советских воинов (1985).
- Памятник Тарасу Шевченко (1990).
- Символическая могила «Борцам за волю Украины» (1989).